# Thorley, Isle of Wight
Thorley är en by i civil parish Yarmouth, på ön Isle of Wight, i grevskapet Isle of Wight i England. Byn är belägen 8 km från Newport. Thorley var en civil parish fram till 1933 när blev den en del av Yarmouth. Civil parish hade 125 invånare år 1931. Byn nämndes i Domedagsboken (Domesday Book) år 1086, och kallades då Torlei.